# Oxbow (New York)
Oxbow statisztikai település az USA New York államában, Jefferson megyében. Lakosainak száma 85 fő (2020. április 1.).

## Népesség
A település népességének változása:

| 2010 | 108 |
| 2020 | 85  |